# Scintigrafie miocardică de repaus
Scintigrafia miocardică este de două tipuri: scintigrafie miocardică de stres (care, la rândul ei, este de stres farmacologic și de efort) și scintigrafie miocardică de repaus.   
De obicei, se recomandă realizarea ambelor investigații, în succesiunea stres și apoi repaus.  

## Scintigrafia miocardică de repaus
Una dintre investigațiile imagistice importante în depistarea și diagnosticarea precisă a bolilor cardiovasculare este scintigrafia miocardică.
Acest tip de examinare este unul modern, sigur și non-invaziv, presupunând administrarea intravenoasă a unui radiofarmaceutic și apoi scanarea zonei de interes (în acest caz, a miocardului), pentru a afla informații despre viabilitatea și perfuzia mușchiului inimii.
De obicei, se recomandă realizarea ambelor investigații, în succesiunea stres și apoi repaus. 
Scintigrafia miocardică de repaus se face după ce a fost făcută cea de stres (se pot face și în acelasi timp, la o distanță recomandată de cel puțin 1½ ore una față de cealaltă) sau fără cea de stres într-o singură zi.
Ea presupune o injecție cu un radiotrasor, după care:
- pacientul poate consuma alimente și lichide cum ar fi: lapte, iaurt, cacao;
- urmeaza etapa de excreție biliară, importantă pentru diminuarea imaginilor de background.
- se trece la achiziționarea de imagini scintigrafice la maximum 15 minute de la injectare;
- se compară ulterior rezultatele scintigrafiei de repaus cu cele ale scintigrafiei de stres farmacologic sau de efort, după caz;
- rezultatele pot fi interpretate imediat după realizarea scintigrafiei

## Afecțiuni depistate cu ajutorul scintigrafiei miocardice
Câteva dintre afecțiunile depistate cu ajutorul scintigrafiei miocardice sunt:
- ischemia miocardică – mușchiul inimii nu primește suficient sânge, ca urmare a unei artere care s-a îngustat sau care este complet blocată;
- cicatricile miocardice – apar în urma unui infarct miocardic și cresc semnificativ riscul de aritmii cardiace care pot pune în pericol viața pacientului;
- angina pectorală (numită și angor) – o formă de manifestare a bolii cardiace ischemice, caracterizată de durere în piept, ce apare la efort și dispare la încetarea acestuia;
- cardiopatia ischemică (și formele severe ale acesteia, inclusiv infarctul miocardic) – afecțiune a miocardului produsă de îngustarea sau blocarea completă a arterelor coronare;
- insuficiența cardiacă;
- viabilitatea mușchiului miocardic;
- depistarea riscului de infarct – în cazul pacienților care urmează să fie supuși unor intervenții chirurgicale ample și a căror inimă poate ceda în timpul operației.

## Pregătirea pentru scintigrafia miocardică
Pregătirea pentru scintigrafia miocardică nu presupune disconfort. Există, însă, câteva recomandări – pe care medicul cardiolog le poate adapta in funcție de cazul clinic –, cum ar fi:
- renunțarea la medicamentele beta-blocante (care încetinesc ritmul inimii) – în general cu 24 de ore înainte de examinarea scintigrafică (și doar pentru pacienții care nu prezintă risc de a intra în fibrilație atrială); pentru cei care nu pot întrerupe medicamentația specifică din cauza riscului de complicații, se recomandă scintigrafia de stres farmacologic (în cazul căreia medicamentația nu mai interferează cu rezultatul final al scintigrafiei);

- aducerea medicamentației personale în centrul de medicină nucleară, pentru a putea fi administrată imediat după realizarea investigației scintigrafice;
- purtarea unor haine lejere, confortabile;
- servirea unui mic-dejun ușor în dimineața zilei în care se realizează scintigrafia miocardică;
- servirea tipului de iaurt preferat – pentru a-l consuma la 10 minute după injectarea cu radiofarmaceutic, în vederea golirii veziculei biliare;
- evitarea consumului de cafea sau de substanțe excitante, cum ar fi băuturile energizante, ceaiul negru sau alcoolul.

## Beneficiile scintigrafiei miocardice
- Este o procedură minim-invazivă și nedureroasă

Aparatul cu care se captează imagini se rotește în jurul pacientului aflat în decubit, fără a-l atinge, nu cauzează disconfort
- Substanța radiofarmaceutică administrată nu presupune riscuri

Aceasta nu provoacă alergii sau alte efecte adverse.
- Aduce informații extrem de valoroase pentru medicul cardiolog

Pe baza informațiilor oferite de scintigrafia miocardică, medicul cardiolog poate lua decizii medicale importante: de la prescrierea anumitor tratamente medicamentoase specifice până la necesitatea unor intervenții chirurgicale mai ample.
- Este o investigație confortabilă

Pacientul nu este expus zgomotelor puternice, acesta poate fi însoțit de specialiști, pe tot parcursul examinării.
- Rezultatele pot fi obținute și interpretate în aceeași zi, în decurs de câteva ore

Investigația este rapidă, iar timpul de așteptare al rezultatelor este minim.
- Oferă informații care vin în completarea altor examinări imagistice

Scintigrafia miocardică clarifică sau oferă informații suplimentare despre severitatea anumitor afecțiuni de tip cardiac. În anumite cazuri, rezultatele scintigrafiei miocardice indică realizarea sau, dimpotrivă, evitarea altor tipuri de investigații imagistice, cum ar fi coronarografia.